# Trnjaci, Ub
Trnjaci (izvirno srbsko Трњаци) je naselje v Srbiji, ki upravno spada pod Občino Ub; slednja pa je del Kolubarskega upravnega okraja.

## Demografija
V naselju živi 707 polnoletnih prebivalcev, pri čemer je njihova povprečna starost 37,1 let (36,4 pri moških in 37,7 pri ženskah). Naselje ima 276 gospodinjstev, pri čemer je povprečno število članov na gospodinjstvo 3,29.
To naselje je, glede na rezultate popisa iz leta 2002, večinoma srbsko, a v času zadnjih 3 popisov je opazen porast števila prebivalcev.
|  |

| Demografija | Demografija     | Demografija     |
| Leto        | Št. prebivalcev | Št. prebivalcev |
| ----------- | --------------- | --------------- |
|             |                 |                 |
|             |                 |                 |
|             |                 |                 |
|             |                 |                 |
| 1948        | 282             |                 |
| 1953        | 294             |                 |
| 1961        | 312             |                 |
| 1971        | 457             |                 |
| 1981        | 592             |                 |
| 1991        | 787             | 774             |
| 2002        | 926             | 909             |
|             |                 |                 |

| Etnična sestava po popisu iz leta 2002 | Etnična sestava po popisu iz leta 2002 | Etnična sestava po popisu iz leta 2002 | Etnična sestava po popisu iz leta 2002 | Etnična sestava po popisu iz leta 2002 |
| -------------------------------------- | -------------------------------------- | -------------------------------------- | -------------------------------------- | -------------------------------------- |
| Srbi                                   | Srbi                                   |                                        | 895                                    | 98,45%                                 |
| Madžari                                | Madžari                                |                                        | 2                                      | 0,22%                                  |
| Hrvati                                 | Hrvati                                 |                                        | 1                                      | 0,11%                                  |
| Slovenci                               | Slovenci                               |                                        | 1                                      | 0,11%                                  |
| Neznano                                | Neznano                                |                                        | 5                                      | 0,55%                                  |